# Bryum splachnoides
Bryum splachnoides là một loài Rêu trong họ Bryaceae. Loài này được (Harv.) Müll. Hal. mô tả khoa học đầu tiên năm 1848.